# Luchsingen
Luchsingen é uma comuna da Suíça, no Cantão Glaris, com cerca de 1.145 habitantes. Estende-se por uma área de 30,76 km², de densidade populacional de 37 hab/km². Confina com as seguintes comunas: Betschwanden, Braunwald, Elm, Glarona (Glarus), Haslen, Leuggelbach, Muotathal (SZ), Nidfurn, Schwanden.
A língua oficial nesta comuna é o Alemão.